# 四碘化铌
四碘化铌是铌的一种碘化物，化学式 NbI4。

## 制备
四碘化铌可以由五碘化铌在206-270 °C的真空下分解而成。

## 性质
四碘化铌是会和水反应的灰色固体。
四碘化铌是正交晶系的晶体，空间群 Cmc21 (No. 36)。它的晶体由NbI6八面体通过边相连而成，也含有Nb-Nb键。在348至417 °C下，四碘化铌的晶体结构会变化。四碘化铌在极高压下会变成金属。